# Lijst van burgemeesters van Spijkenisse
Naar een aantal van deze personen is in de gemeente Spijkenisse een straat vernoemd. Deze personen worden aangeduid met 'straat vernoemd'.
Hier is de lijst van schouten van Spijkenisse en Braband (1717 tot 1825):
| Ambtsperiode | Naam schout                                                                                    | Partij of stroming | Straat vernoemd |
| ------------ | ---------------------------------------------------------------------------------------------- | ------------------ | --------------- |
| 1675 - 1715  | Aernout van Westrick (tevens schout van Hekelingen en Vriesland)                               |                    |                 |
| 1717 - 1770  | gebroeders Frans en Rochus Villerius (beurtelings) (tevens schout van Hekelingen en Vriesland) |                    |                 |
| 1770 - 1797  | Jacob van Driel                                                                                |                    |                 |
| 1797 - 1817  | J. van Wijdenbrugh                                                                             |                    |                 |
| 1817 - 1825  | D. Los (tevens schout van Hekelingen en Vriesland)                                             |                    | X               |

Hieronder de lijst van schouten van Hekelingen en Vriesland (1717 tot 1825):
| Ambtsperiode | Naam schout                                                                                        | Partij of stroming | Straat vernoemd |
| ------------ | -------------------------------------------------------------------------------------------------- | ------------------ | --------------- |
| 1675 - 1715  | Aernout van Westrick (tevens schout van Spijkenisse en Braband)                                    |                    |                 |
| 1717 - 1726  | J. Villerius (tevens schout van Spijkenisse en Braband)                                            |                    |                 |
| 1726 - 1770  | gebroeders Rochus en Frans Villerius (beurtelings) (tevens schout van Spijkenisse en Braband)      |                    |                 |
| 1770 - 1797  | J.A. Hoogendijk Roosendaal                                                                         |                    |                 |
| 1797 - 1798  | L.A. Preuijt                                                                                       |                    |                 |
| 1798 - 1807  | Arij Aartsz van Bochove (Schout en Secretaris van Hekelingen, tevens schepen van Nieuw-Beijerland) |                    |                 |
| 1807 - 1811  | Pieter van Roosenbergh                                                                             |                    |                 |
| 1811 - 1812  | B. Vlietlander (tevens schout van Zuidland)                                                        |                    |                 |
| 1812 - 1817  | J. van Wijdenbrugh (tevens schout van Spijkenisse en Braband)                                      |                    |                 |
| 1817 - 1825  | D. Los (tevens schout van Spijkenisse en Braband)                                                  |                    | X               |

In 1812 bepaalde Napoleon Bonaparte bij keizerlijk decreet dat Hekelingen bij Spijkenisse werd gevoegd, en kregen ze dezelfde schout, na de Franse tijd werd dit teruggedraaid. Hoewel de gemeente Spijkenisse en de gemeente Hekelingen dus zelfstandige gemeenten waren, hadden ze wel van 1825 (afschaffing schouts, intrede burgemeesters) tot 1966 dezelfde burgemeesters. Deze personen waren dus zowel burgemeester van Spijkenisse als burgemeester van Hekelingen.
De lijst van burgemeesters van Spijkenisse en Hekelingen (1825 tot 1966):
| Ambtsperiode | Naam burgemeester                                                                         | Partij of stroming | Straat vernoemd |
| ------------ | ----------------------------------------------------------------------------------------- | ------------------ | --------------- |
| 1825 - 1845  | J.C. Sterrenburg (burgemeester van Spijkenisse en Braband en van Hekelingen en Vriesland) |                    | X               |
| 1845 - 1871  | P. Kwak                                                                                   |                    | X               |
| 1871 - 1873  | H.M. Altink Knoops                                                                        |                    |                 |
| 1873 - 1914  | H. de Lint                                                                                |                    | X               |
| 1914 - 1924  | D.C. Mees                                                                                 |                    | X               |
| 1924 - 1942  | A. Lindeman van Bloemen Waanders                                                          |                    |                 |
| 1943 - 1947  | P.J. Keijzer                                                                              |                    |                 |
| 1947 - 1976  | Koos Bliek                                                                                | VVD                | X               |

Tot en met P. Kwak werd bij de benoeming de voordracht van de ambachtsheer gevolgd (die als tegenprestatie een geldbedrag aan de kandidaat vroeg). Vooral bij de benoeming van P. Kwak was de gemeenteraad daarop kritisch omdat "in de gemeente wel een bekwaam persoon aanwezig is, die echter niet bereid is de geëiste geldelijke opoffering te brengen". Vanaf 1851 geschiedt de benoeming op voordracht van de gemeenteraad.
In 1966 zijn de gemeente Spijkenisse en de gemeente Hekelingen samengevoegd tot de gemeente Spijkenisse. Burgemeester P.J. Bliek was burgemeester van Spijkenisse en aanvankelijk burgemeester en later waarnemend burgemeester van Hekelingen. Hij bleef in 1966 burgemeester van de samengevoegde gemeente. Op 1 januari 2015 fuseerde met Spijkenisse met Bernisse tot de gemeente Nissewaard.
De lijst van burgemeesters van Spijkenisse (1966 tot 2015):
| Ambtsperiode | Naam burgemeester | Partij of stroming | Straat vernoemd | Overige bijzonderheden                   |
| ------------ | ----------------- | ------------------ | --------------- | ---------------------------------------- |
| 1947 - 1976  | Koos Bliek        | VVD                | X               |                                          |
| 1976 - 1990  | Kees de Groen     | PvdA               | X               |                                          |
| 1990 - 1996  | Leen Vleggeert    | PvdA               |                 |                                          |
| 1996 - 2007  | Jan Broekhuis     | VVD                |                 |                                          |
| 2007 - 2015  | Mirjam Salet      | PvdA               |                 | was burgemeester van Hoogezand-Sappemeer |